# Bérurier
Pour les articles homonymes, voir Béru (homonymie).
Alexandre-Benoît Bérurier, parfois surnommé Béru, est un personnage de la série de romans policiers San-Antonio.
Meilleur ami du commissaire Antoine San-Antonio, Bérurier devient une véritable « star » de la série, au point que Frédéric Dard lui consacrera plusieurs volumes où il tiendra le rôle principal, notamment Le Standinge selon Bérurier ou Si Queue-d'Âne m'était conté.
Patrice Dard, le fils de Frédéric Dard, continue de donner vie à ce personnage littéraire hors normes.

## Biographie

### Origines familiales
Natif de Saint-Locdu-le-Vieux (Normandie), fils de Francine et de Céleste-Anatole Bérurier, il apparaît dans la série en 1953, dans le roman Des clientes pour la morgue où il ne tient encore qu'un rôle très secondaire.

### Grades
On apprend qu'il a été gardien de la paix : « J'sus démarré dans la Poule à la circulation et j’étais jusment proposé au quartier de Saint-D'nis. »
Inspecteur, il deviendra un jour inspecteur principal en 1969, puis brièvement directeur de la Police en 1981, et même ministre de l'Intérieur (Bacchanale chez la mere Tatzi), avant de retrouver son grade d'inspecteur principal.
Dans Béru-Béru (1970), on apprend qu'il a été sergent au « 116e Tirailleur de Sénégalais », où il a été le supérieur de Savakoussikoussa, qui deviendra plus tard président dictateur du Kuwa, un pays d'Afrique équatoriale.

### Vie privée
Il est marié à Berthe Bérurier (dite B.B.), tuteur de sa nièce Marie-Marie depuis l'ouvrage Viva Bertaga ! et père sur le tard du jeune Apollon-Jules Bérurier.
Ses meilleurs amis sont le commissaire Antoine San-Antonio et César Pinaud.

## Détails

### Description
C'est un équipier obèse, sale, ivrogne, impudique et ronchonnant, l'inculture en bandoulière, à la force herculéenne, dont le port négligé, le culot et le vocabulaire outranciers, la tenue repoussante ne gâtent pas le professionnalisme. Il est aussi doté d'un courage physique hors norme : « Béru est ce qu'il est : gueulard, renaudeur, picoleur, soudard, et tout. Mais la témérité c'est son lot. »
Très porté sur les plaisirs de la table (goinfre rabelaisien) et charnels (peu regardant dans ce cas sur leur qualité), il est doté pour cela d'attributs impressionnants. En outre, la dimension du sexe béruréen augmentera selon les épisodes : dans Concerto pour porte-jarretelles (1976), Bérurier, pris en otage, est victime d'une expérience qui provoque chez lui une mutation, lui laissant un pénis d'une taille phénoménale, source de gags dans les romans suivants. « J'veux pas jouer les gros bras, mais l'mien m'sure 41,5 cm. Et attention : pris du ventre, pas des couilles, c'qu'est toujours sujette à cautionn'ment ! ».

### Relation avec San-Antonio
La question est souvent posée (par Achille, par les conquêtes ou les collègues du commissaire...) dans la série : comment se fait-il que quelqu'un de relativement fin, cultivé et de bon goût comme San-Antonio puisse avoir comme meilleur ami un homme tel que Béru ?
Quand son directeur lui pose la question, San-A lui répond, embarrassé :

« Eh bien […] c'est assez difficile à expliquer... Voyez-vous, boss, Béru n'est pas très intelligent. C'est un rustre, un soiffard, un butor, mais il a des qualités qui en font néanmoins mon plus précieux collaborateur. D'abord, il m'est attaché comme un chien ; ensuite il est bon, courageux, tenace. Et enfin, il a par instant une espèce de jugeote matoise qui équivaut à du génie. Et puis, mieux que tout encore : je l'aime bien. Je le chahute et ça me repose… »

Plus tard, San-Antonio explicitera ses relations avec ses deux amis, Bérurier et Pinaud :

« Désappointé comme un employé en chômage par l'absence de mon camarade, je décide de me rabattre sur Pinaud. N'en concluez pas trop hâtivement que je préfère le Gros à la Vieillasse, ou que les qualités professionnelles du premier priment à mes yeux celles du second, il se trouve simplement que Béru me survolte alors que Pinuche aurait plutôt tendance à m'endormir. »

### Rôles
Durant les nombreuses aventures de San-Antonio, Bérurier a eu une multitude d'apparences ou d'usurpations à endosser, souvent à la demande du commissaire.
Entre autres :
- Instituteur du village de Grangognant-au-Mont-d'Or (San-Antonio chez les « gones », 1962).
- Candidat aux élections municipales de Bellecombe-sur-Moulx (Votez Bérurier, 1964).
- Coureur cycliste du Tour de France (Vas-y Béru !, 1965).
- Ministre noir des affaires étrangères des Malotrus (L'Archipel des Malotrus, 1967).
- Médecin de la commune de Caducet-sur-Parebrise, dans le département du Cher-et-Tendre (Bravo, docteur Béru, 1968).
- Voyant mondialement reconnu (Les Prédictions de Nostrabérus, 1974).

### Autres
Son hymne personnel, qu'il chante régulièrement dans la série — ou du moins en entonne le début, ou le sifflote —, est La Marche des matelassiers (de Bourvil), qui fait : « Cardons, cardons, car nous sommes matelassiers, car nous sommes matelassiers, mes frères ! Oui, nous sommes matelassiers. Et c'est d'un cœur joyeux, oui les gars. Qu'on chante à qui mieux mieux matelas. Matelas ! Matelas ! Halte-là ! »,.

### Surnoms d'Alexandre-Benoît Bérurier
- l'Abominable Homme des Bistrots
- l'Abominable Homme des Œufs à la Neige
- l'Abruti
- l'Affreux
- Alexandre le Gros
- Alexandrovitch-Benito, Alexandrovitch-Bénito
- l'Andouillard
- Annibal
- Aramis
- l'Attila des Comptoirs
- l'Avide
- Baba-au-Rhum
- la Baleine Blanche
- le Baleinier
- le Balourd
- le Baudruche
- Bébé Cadum
- Béru
- le Béru d'Amour
- Béruroche
- Bibendum
- Big Lard
- Big Man
- la Biquette
- le Boulimique
- le Brutal
- le Casanova des Friteries
- Chéri Bibide
- le Chevalier des Hontes
- le Comateux
- le Concombre
- le Conquérant
- la Crème des Glands
- le Cyclone
- Dear Béru
- le Débris
- le Déculotté
- le Dévasté
- le Diplodocus
- le Dodu
- Don Quichiotte de la Mange
- Dugland
- Elephant Man
- l'Eminence
- l'Empereur des Truffes
- l'Emplatré
- l'Enflé
- l'Enflure
- l'Engelure
- l'Enorme
- l'Excellence
- le Fabuleux
- Fesses de Singe
- le Flamboyant
- le Foreur
- le Formidable
- le Frugal
- le Furoncle
- Gargantua
- la Gelée
- la Gonfle
- le Gradouble
- Grasse Majesté
- Gravos[9]
- Grobide
- le Gros Biquet
- le Gros
- l'Hénaurme
- l'Homme des Casernes
- l'Homme de gros-moignon
- l'Hostile
- l'Hun en Rut
- l'Ignoble
- l'Imbibé
- l'Immense
- l'Inculte
- l'Infâme
- l'Intarissable
- Ivan le Terrible
- le Joufflu
- le Jovial
- le Jumbo des Salons
- le Kolossal
- Lagonfle
- le Lancier d'élite
- le Lourdingue
- le Lugubre
- le Machin
- le Mafflu
- le Magistral
- le Mahousse
- le Malotru
- le Mammouth de Banlieue
- le Maousse
- le Mastar
- le Mastoc
- le Mastodonte
- le Mémorable
- Mister Big Paf
- Mister Bonbonne
- le Mollusque
- le Molosse
- le Monstrueux
- la Navrance Humaine
- le Noble
- Nostrabéru
- l'Obèse
- l'Ogre de Barbarie
- l'Oracle
- le Pachyderme
- Papouf
- Pépère
- le Petit Poucet des Grandes Castagnes
- le Phénomène
- le Plantureux
- le Poids-Lourd
- la Pomme
- le Pote-en-Tas
- le Président de la Raie Biblique
- le Proéminent
- Quasimodo des Palaces
- Queue-d'Âne
- Raspoutine
- le Relaxe
- le Répugnant
- le Rhinocéros
- le Rubicond
- le Ruminant
- Sa Majesté
- Sa Plantureuse Idiotie
- Sa Rondeur
- Sa Seigneurie
- Sac-à-Vin
- Sancho Pança
- Sandre
- la Saucisse Avariée
- le Seigneur de Saint-Locdu
- Son Ampleur
- Son Altesse
- la Souillure
- le Soupeur Man
- le Sublime
- le Surpafé
- le Tank
- la Tarte à la Crème
- le Tas de Boue
- le Taureau de la Rousse
- le Téméraire
- le Terrible
- la Tornade
- la Torpille Humaine
- la Truffe
- l'Unijambé
- le Vaillant
- la Vedette d'Olida on Ice
- le Véhément
- le Ventru
- le Verre Solitaire
- le Vigoureux
- le Zélé
- Zorro

## Interprétations
Le rôle de l'inspecteur Bérurier a été joué au cinéma par les acteurs Jean Richard, Pierre Doris et Gérard Depardieu.

## Influence
Le groupe punk Bérurier Noir a adopté son nom de scène en hommage à l'inspecteur Bérurier, tout comme leur album live Viva Bertaga, le nom d'un des romans de San Antonio.